# Toyo Engineering Corporation
Die Toyo Engineering Corporation ist ein japanischer Anlagenbaukonzern mit Hauptsitz in Narashino, Präfektur Chiba.
Toyo wurde im Jahr 1961 gegründet und erwirtschaftet einen großen Teil seines Umsatzes mit EPC-Dienstleistungen im Zusammenhang mit internationalen Bauvorhaben vor allem für die Petrochemie u. a. in China, Indonesien, Indien und Russland. Das Unternehmen ist auch bei Bauvorhaben im Bereich der öffentlichen Infrastruktur tätig. Es beschäftigt rund 4.300 Mitarbeiter weltweit.